# メイタイシガキフグ属
メイタイシガキフグ属（学名: Cyclichthys ）はフグ目ハリセンボン科に属する属のひとつである。インド洋、および西太平洋の熱帯域を中心に3種が生息し、日本でもそのうち2種がみられる。本属に属する魚類はいずれもくちばし状の歯を用いて甲殻類などの無脊椎動物を捕食し、体は棘で覆われている。

## 分類
メイタイシガキフグ属 Cyclichthys はフグ目 (Tetraodontiformes) のハリセンボン科 (Diodontidae) に所属する属のひとつである。
本属は、すでにマルクス・エリエゼル・ブロッホが記載しハリセンボン属 Diodon に分類していたメイタイシガキフグ Diodon orbicularis を含む新たな属として、ドイツの博物学者ヨハン・ヤーコプ・カウプによって1855年に創設された。なお、この時カウプは本属のタイプ種を指定していなかったが、のちの1865年にピーター・ブリーカーがメイタイシガキフグをタイプ種として指定し、以降の研究者はそれに従っている。属名のCyclichthys は、ギリシア語で「円」「輪」を意味する"kyklos"と、「魚」を意味する"ichthys"からなる合成語である。

## 形態
本属魚類は根元が3本に分岐した強大な棘（鱗の変形したもの）を体全体に持つ。これらの棘は不動性であり、根元が2本に分岐した可動性の棘を持つハリセンボン属魚類と識別される。尾鰭には9本の軟条があり、尾柄の背面に棘はない。近縁のイシガキフグ属 Chilomycterus の魚類は尾鰭に10本の軟条を持つうえ尾柄の背面にも棘がみられ、これらの点で本属と識別される。側面からみると卵型の体型を示し、尾柄に向かって細くなる。歯はくちばし状に癒合する。

## 生態
他のフグ類と同様、本属魚類は体を膨らませることができる。ハリセンボン属の魚類と異なり棘を立てることはできない。しかし、棘で覆われて膨らんだ状態の本属の魚を飲み込むのは、捕食者にとって十分困難である。強大なくちばし状の歯を用いて、甲殻類や軟体動物などの硬い殻を持った無脊椎動物を捕食する。本属魚類はテトロドトキシンやシガテラ毒を体内に含む可能性があるが、毒性についての詳細は不明である。

## 下位分類と分布
本属にはインド洋と西太平洋から3種が認められている。うち2種が日本に分布する。分布の中心は熱帯域だが、温帯域に出現する種もいる。
| 画像 | 標準和名           | 学名                                                | 分布                                                     |
| ---- | ------------------ | --------------------------------------------------- | -------------------------------------------------------- |
|      | -                  | Cyclichthys hardenbergi (de Beaufort, 1939)         | オーストラリア北西部からニューギニア。                   |
|      | メイタイシガキフグ | Cyclichthys orbicularis (Bloch, 1785)               | 紅海を含むインド洋と西太平洋。日本では佐渡島以南。       |
|      | イガグリフグ       | Cyclichthys spilostylus (Leis & J. E. Randall 1982) | 紅海を含むインド洋と西太平洋の熱帯。日本では佐渡島以南。 |